# Rottenmann
Rottenmann est une commune autrichienne du district de Liezen en Styrie.